# Lasioglossum carinatum
Lasioglossum carinatum är en biart som först beskrevs av Cameron 1903.  Lasioglossum carinatum ingår i släktet smalbin, och familjen vägbin. Inga underarter finns listade i Catalogue of Life.